# Condado de Mahaska
El condado de Mahaska (en inglés: Mahaska County, Iowa), fundado en 1843, es uno de los 99 condados del estado estadounidense de Iowa. En el año 2000 tenía una población de 22 335 habitantes con una densidad poblacional de 15 personas por km². La sede del condado es Oskaloosa.

## Historia
El Condado de Mahaska, fue formado el 17 de febrero de 1843. El condado ha sido autónoma desde 5 de febrero de 1844. Fue nombrado después de Jefe Mahaska de la tribu Iowa . El condado fue el primero en Iowa para tener un sheriff y un juez de paz.

## Geografía
Según la Oficina del Censo, el condado tiene un área total de 1485 km² (573,4 mi²), de la cual 1479 km² (571 mi²) es tierra y 7 km² (2,7 mi²) es agua.

### Condados adyacentes
- Condado de Jasper noroeste
- Condado de Poweshiek norte
- Condado de Keokuk este
- Condado de Wapello sureste
- Condado de Monroe suroeste
- Condado de Marion oeste

## Demografía
En el 2000 la renta per cápita promedia del condado era de $37 314, y el ingreso promedio para una familia era de $43 557. El ingreso per cápita para el condado era de $18 232. En 2000 los hombres tenían un ingreso per cápita de $32 618 contra $23 192 para las mujeres. Alrededor del 9.80% de la población estaba bajo el umbral de pobreza nacional.
| 1900   | 1910   | 1920   | 1930   | 1940   | 1950   | 1960   | 1970   | 1980   | 1990   | 2000   |
| ------ | ------ | ------ | ------ | ------ | ------ | ------ | ------ | ------ | ------ | ------ |
| 34 273 | 29 860 | 26 270 | 25 804 | 26 485 | 24 672 | 23 602 | 22 177 | 22 867 | 21 522 | 22 355 |

## Lugares

### Ciudades

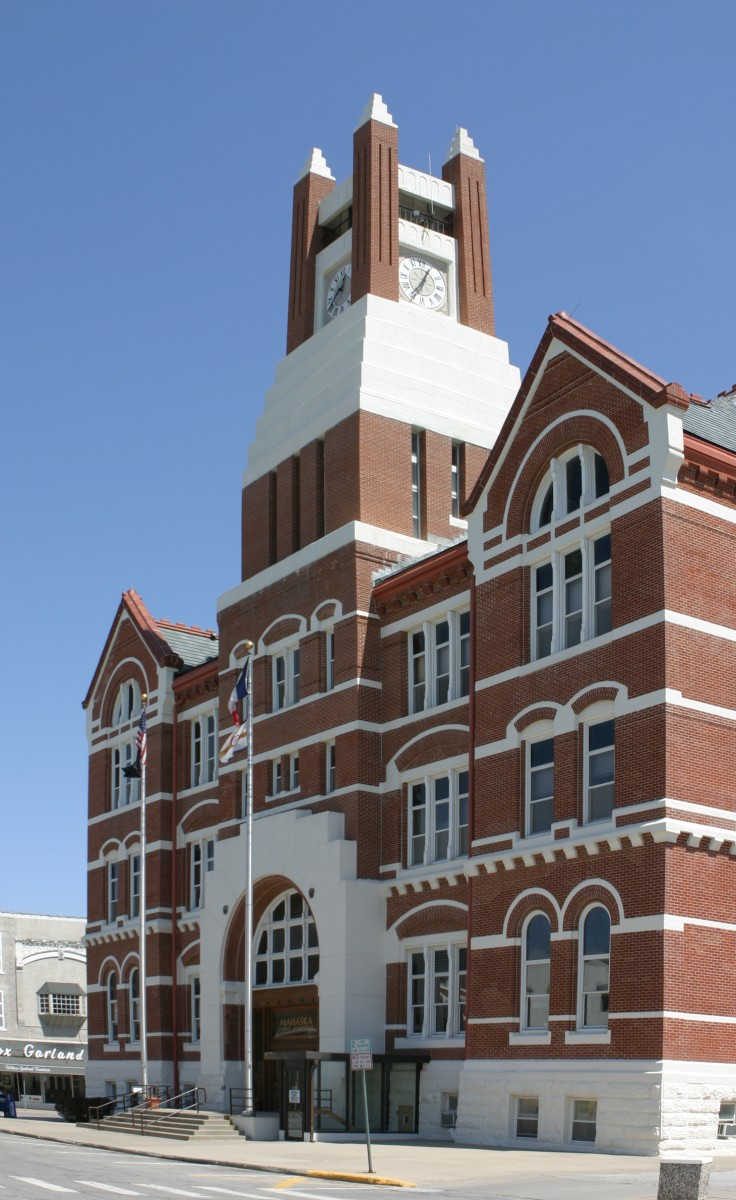
Juzgado del Condado de Mahaska

- Barnes City
- Beacon
- Eddyville
- Fremont
- Keomah Village
- Leighton
- New Sharon
- Oskaloosa
- Rose Hill
- University Park

### Otras actividades comunitarias
- Cedar

### Principales carreteras
- U.S. Highway 63
- Carretera de Iowa 23
- Carretera de Iowa 92
- Carretera de Iowa 163
- Carretera de Iowa 146
- Carretera de Iowa 149